# 林菼
林菼（？—？），中國清朝官員，廣西永福人。
林菼爲康熙五十六年（1717年）丁酉科舉人。乾隆十年（1745年）夏，林菼接替嚴暻擔任台灣府諸羅縣知縣，同年因故被罷職。